# ブスに花束を。
『ブスに花束を。』（ブスにはなたばを）は、作楽ロクによる日本の漫画。『ヤングエース』（KADOKAWA）にて、2016年5月号から2022年10月号まで連載。2017年pixivコミック恋愛部門1位。2019年次にくるマンガ大賞コミック部門5位。
2022年11月、最終コミックス発売と同時に本作のテレビアニメ化が発表された。2025年7月からテレビアニメが開始されることを記念して、『ブスに花束を。〜Bloom〜』が『ヤングエース』同年4月号より集中連載として連載されている。

## あらすじ
自らをブスと自虐する高校1年生の田端花は、日課としている教室の花瓶に活けた花の交換のため、早朝から登校していた。花に触れている時間の楽しさに浸るあまり、余った生花を髪に挿して悦に入っていたところ、たまたま早く登校してきたクラス1のリア充イケメンこと上野陽介に出くわし、その姿を目撃されてしまう。恥ずかしい姿を見られたと花はパニックになり、あらゆる自虐の想像を尽くすが、一方で以前から花瓶の生花を替えている人のことが気になっていた陽介は、その人物こそ田端花だと知れたことを機に、彼女と話すようになっていく。

## 登場人物

### メインキャラクター
主要メンバーの名字は山手線の駅名になっている。
田端 花（たばた はな）
声 - 早見沙織
本作の主人公。誕生日はGW中の5月4日。大人しく心優しいが、自らを「ブス」と自覚するあまりに良くも悪くも謙虚かつ、自虐と自罰が激しすぎる少女。家族以外に対しては常に敬語で話している。視力が悪く眼鏡をかけており、体型はやや太め。幼い頃から「ブス」と揶揄されたり、中学時代にクラスメイトの慎弥が「田端はブスじゃん」と口走るところを立ち聞きするなどの苦い経験を繰り返しており、それが現在の性格や言動に影響している。
少女漫画や女性向け恋愛ゲームを愛好するオタクな一面を持つ。そのため時折ゲーム内の専門用語を口にしてしまったり、少女漫画のようなシチュエーションに憧れたり妄想することも。ただし自惚れそうになるとすぐに自分を殴って自意識を制御する癖がある。
少女漫画のヒロインへの憧れが高じて、花の世話をすることが好きになり、現在は美化委員会に所属している。人との鉢合わせを避けるべく、朝の誰もいない内に登校して教室の花瓶に花を活けるのが高校入学当初からの日課である。ある日、気まぐれで余った花を髪に挿して「（花に触れている）いい女感」に浸っているところを陽介に見られてしまうが、これがきっかけで陽介と話す仲となる。
入学直後は女子のグループに入り損ねてしまい、「ぼっち」を自称するほどクラスで浮いていたが、陽介を通して他のクラスメイトとの交流が増えていった。当初はスクールカーストの違いによる外聞等を気にして陽介とある程度距離を置こうとしていたが、日々陽介と交流を重ねる内に、人として尊敬する心と無意識の恋愛感情が入り混じった想いを寄せていくようになる。
上野 陽介（うえの ようすけ）
声 - 土屋神葉
クラスで1番のイケメンリア充。身長171cm。誕生日は夏休みの8月16日。スポーツ万能で、誰にでも優しく親切に接する。中学時代はバスケ部に所属しており、当時から女子人気抜群だった。高校は部活に所属せず、お好み焼き屋でバイトしている。
高校入学後、教室の花瓶に活けてある生花のことが気になっていたが、ある朝早く登校した際に、余った生花を髪に挿していた花を見て声をかける。「花瓶の花を活け替えている人」の正体が花であることを知って以降、積極的に花と会話するようになる。
イケメンの人気者ゆえ、数多くの女子から熱い視線を向けられている。しかし鉄男いわく「無自覚で無神経」なため、女子からのアプローチには非常に鈍感。自分自身の恋愛感情も小学生レベルの天然どまりなため、花の自虐にもよく振り回され噛み合わないことが多い。
花に対しては最初からフレンドリーに接し、次第に、しかし無自覚に好意を寄せていくようになる。文化祭にてすみれに告白されたことで、自身の気持ちが花に向いていることをはっきりと認識した。以降は花に関する話題や恋愛関係限定で多少察しが良くなり、より強く花の存在を意識するようになっていく。
鶯谷 すみれ（うぐいすだに すみれ）
声 - 青山吉能
クラスで1番の美少女。通称「うぐちゃん」。表向きには明るく優しく、お菓子作りが好きな少女として振る舞っているが、一方で計算高く腹黒いという裏の顔も併せ持つ。
自分が周囲にどう見られているかを認識しており、完璧な美少女でいるための努力には余念がない。美容のためのボディケアは日々欠かさず、（キャラ作りの一環もあるとはいえ）お菓子作りの腕は本物。女の子らしく花モチーフの雑貨なども好むが、花に群がる虫は大嫌い。
その容姿ゆえに多くの男子から言い寄られてきているが、中でも一切下心なく自分に接してくれた陽介に好意を持つ。しかし陽介が花に特別な感情を持っていることを勘づき、以来表では花に近づいて仲良く接し、裏で花を「おのれ田端」と過大評価してはライバル視するようになる。
花に女子力の差を見せつけて身を引かせようと画策したり、自分の陽介への好意を婉曲に伝えて花を牽制してみるものの、花の鈍感さと純粋さからあえなく失敗。さらに男達からナンパされたところを花に助けられたことで、彼女の人柄は認めざるを得なくなり、はからずも一緒に行動する機会が増えていく。なお、花の壊滅的センスを見かねて真剣にアドバイスしたり、花の誠実さを苦い思いをしつつ素直に受け取るなど、根は真面目で優しさもある。
陽介へのアピールはことごとく玉砕し、最終的には文化祭当日、花のことで思い悩む陽介を見て焦ったあまりに勢いで告白し、失恋してしまう。しかし鉄男に励まされて元気を取り戻し、徐々に気持ちを吹っ切っていった。その後は自分の裏の顔を唯一見せられる鉄男と、カラオケやゲームを通じて過ごす機会が増えていく。
五反田 鉄男（ごたんだ てつお）
声 - 細谷佳正
陽介の中学時代からの親友。大柄なアスリートタイプで、柔道部に所属している。表情がほとんど変わらないため、すみれからは何を考えているかわからないと評される。誕生日は正月休み中の1月2日。
祖母、母、姉2人と家族に女性が多く、常に長話と愚痴が飛び交う家庭環境で揉まれてきたせいか、年齢不相応に大人びており、どこか悟ったような言動が多い。いかつい見た目に反して、作中でも随一の気遣いができる優しい男。
察しのよさゆえに、すみれの裏の性格を唯一知っている。しかし裏の顔むき出しのすみれに対しても変わらずフラットに接し、真面目なアドバイスを送るなど、少なからずすみれの気持ちにも影響を与えていく。自分自身も、すみれの心の機微や失恋で傷ついた様子をいち早く悟ったことで彼女を意識するようになり、遊びに連れ出すなどして不器用ながら励ます。以後、すみれと一緒に過ごす時間が増えていく。
新橋 努（しんばし つとむ）
声 - 畠中祐
クラスの中心的グループに属しているが、いつもキョロキョロと周りをうかがっている「キョロ充」の少年。誕生日は春休みの3月30日。
小柄かつ平凡な容姿で、特に中学までは眼鏡をかけていて地味そのものだった。高校入学を機に染髪、コンタクトをして高校デビューを果たす。また連載初期は小太りだったが、1年生の夏の間に風邪を引いて消耗したことがきっかけで、現在は標準体型となっている。
すみれに片思いをしており、モテるための努力は惜しまない。しかし根っこの部分では自己評価が低いのでよく空回りしている。似たような性格の花にはシンパシーを感じており、気安さからか花を面倒事に巻き込んだり、頼みや相談を持ちかけたりといった機会も多い。そのせいで無自覚に陽介に嫉妬されている。
「恋愛マスター」を自称しているが、恋愛経験ゼロのため墓穴を掘ることもしばしば。一方で観察眼は鋭く、陽介の花に対する想いも早い段階で察したり、雑誌や他人の受け売りながらも折に触れて的確な指摘をすることも。
一人カラオケを隠れた趣味としており、歌は抜群に上手い。
大塚 彩華（おおつか さやか）
24話で初登場。25話で花たちのクラスに編入した転校生。陽介と鉄男とは同じ中学の出身で、気心の知れた間柄である。
陽気でメイクが好きなギャル系少女であり、鉄男を「鉄」、努を「トム」、花を「花ちん」とあだ名で呼ぶなど、友人に対して気さくに接する。いかにもパリピな明るい雰囲気に反して、極度の音痴かつリズム感がないという弱点を抱えており、カラオケやダンスは苦手。中学時代には合唱の練習中にからかわれたうえ、陰口を叩かれるなどの嫌な経験もしている。その際、陽介と鉄男が真摯に合唱の練習に付き合ってくれたことがきっかけで友人関係となった。
上野 圭介（うえの けいすけ）
声 - 小市眞琴
陽介の弟。小学生ながら非常にクールで頭が切れる。お使いで家に来たものの家の前で躊躇していた花を不審者扱いし、即通報するなど大人顔負けの判断力と行動力の持ち主。兄の陽介にも容赦ない態度を取るが、時折ムキになるなど年相応な一面も。
花に対して当初こそ当たりが強かったが、誠実な人柄を認めて以降は、彼女を信頼したうえで雑に接したり頼ったりという場面が増えていく。花も圭介の小学生離れした人間力に気圧されており、互いに何かあった場合にはふたりで行動する機会も多い。
かなり年上である律子に想いを寄せており、律子目当てでよく神田生花店に出入りしている。兄と同じく学校の女子達からモテているが、陽介以上に無神経かつ素気無い態度で相手にしていない。

### サブキャラクター
黒川千夏
すみれの友達。黒髪のショートカット女子。はっきりした性格。クラス公認で井上と付き合っている。
森智子
すみれの友達。大人っぽい雰囲気の女子。最初に何かを提案することが多い。周囲で恋バナが盛んになるつれ、独り身であることを焦るようになっていく。
井上健太
陽介の友達の男子。陽介と似た髪型をしている。当初はすみれに気があったが、黒川からの好意に気づいて彼氏となる。攻めたファッションセンスの持ち主で、プレゼントのチョイスでたびたび周囲を引かせている。
木村俊之
陽介の友達の男子。黒髪ですっきりとした顔立ちをしている。中学時代からの彼女（ゆみちゃん）持ち。目配りが利き、グループの中では落ち着いた性格をしている。
相澤先生
花たちの担任で現国の教師。気だるそうな雰囲気を醸しているが、生徒のことはよく見ている。独身のように見えて実際には既婚者で、律子の大学時代の先輩でもある。
田端の母
明るくおしゃべり好きでややお節介気質。お好み焼き屋でバイトしていた陽介を気に入り、花抜きでもバイト先に行っては「陽介君」と気さくに呼んでは世話を焼く。以降もしばしば2人のアシスト役になる。若いうちから食べること、手料理を振る舞うことが好きだった。
田端の父
真面目で少々堅物。花同様に眼鏡をかけている。娘を溺愛するあまり、常に彼氏ができることを恐れている。陽介に対しては出会った当初から警戒し、ことあるごとに花との交友状況を気にしたり直接圧力をかけるなど大人気ない態度を見せているが、陽介が好青年であることは認めている。
上野真琴
上野兄弟の母。29話と33話に登場。花がモデルかと思うほどの美人。33話で、圭介の看病の手伝いに来ていた花と初遭遇する。
上野恵
上野兄弟の父。52話で陽介の回想シーンに登場。悩む息子に対して的確なアドバイスをする。妻の真琴よりも年下で、現在も若々しい。

### その他のキャラクター
赤羽慎弥
39話で陽介のバイト同僚として初登場。41話で花の中学3年時のクラスメイトと判明。一見明るく要領の良い少年だが、実は人付き合いや空気の読み方に悩む不器用な心の持ち主。中学時代、友人同士でやっていたゲームの成り行きで花のことを「ブスじゃん」と言ってしまった経験があり、その事を謝りたいと思っている。

新橋の母
18話に登場。友達を連れてきた息子の友達にお菓子を出すなど、行動が田端母に似ている。
五反田房江
五反田祖母。20話で初登場。37話で名前判明。よく気がつく可愛いおばあちゃん。
太田さん
29話と33話に登場。圭介のクラスメイト。優等生的な雰囲気で、少なからず圭介を想っている素振りを見せる。
ゆみちゃん
木村の彼女。初登場は10話。以降も特別編や30話などに登場している。変顔嫌いなボブ少女。ヤキモチ妬きでけっこう大胆、連絡が取れなくなると機嫌を悪くするなど、少々面倒くさい側面がある。
入谷開
49話で、陽介の中学時代のバスケ部後輩として初登場。大柄で声も大きい熱血キャラ。
伊藤里菜
初登場は53話。赤羽の同級生。彼らのバイト先で陽介を見初め、折に触れてちょっかいを出す。
神田律子
神田生花店の店主。

## 用語
MAX崇メー
12話で花が陽介に言った言葉。スマホの「神様のお嫁さんになるゲーム」内で使われる。崇メーを高めることにより神様のお嫁さんになれる。
花はこのゲームで陽介に似たスポーツ神を選択。12話でつい陽介に対し「上野君のことMAX崇メーですから！」と言ってしまう。不思議に思った陽介は2巻ミニ漫画で圭介に聞く。圭介が「アガペーなら知ってる」と言ったことからキリスト教における神の愛と勘違いをし、翌朝花にそれを伝え、花は勘違いされていることを認識。
ベリィより甘く
作中に出てくる花の大好きな人気漫画。主人公のいちごは花の憧れで、物語にも登場する。この度映画化が決定したらしい。
LINEEN
スマホのコミュニケーションアプリ。花の自虐思考により自分にはハードルが高いと考え入れず、18話のバーベキュー幹事のやりとりも鶯谷とメールで済ますほど徹底していたが、22話で圭介の求めによりインストール。23話で陽介も登録する。

## 連載形態
本作は複数媒体で連載されており、本誌『ヤングエース』に載ったあと月遅れでコミックウォーカー、pixivコミック、ニコニコ静画に掲載される。その時は本誌の内容を半分に分け、前編後編になっている。pixivコミックでは連載の合間に本編の後日談や、登場人物の日常を描いた特別編も掲載される。期間限定で『ヤングエースup』と『LINE』でも連載されていた。

## 出張とコラボ
『ヤングエース』2017年11月号で浅野りんの『であいもん』とコラボしている。
『月刊Asuka』（KADOKAWA）2017年2月号に出張掲載しており、作者Twitterにも掲載されている。
『GIFMAGAZINE』公式

## 書誌情報
- 作楽ロク 『ブスに花束を。』 KADOKAWA〈角川コミックス・エース〉、全12巻
  1. 2016年11月4日発売[9][19]、ISBN 978-4-04-104884-9
  2. 2017年7月4日発売[20]、ISBN 978-4-04-105648-6
  3. 2017年12月29日発売[21]、ISBN 978-4-04-106396-5
  4. 2018年7月3日発売[22]、ISBN 978-4-04-107056-7
  5. 2018年12月29日発売[23]、ISBN 978-4-04-107734-4
  6. 2019年7月4日発売[24]、ISBN 978-4-04-107735-1
  7. 2019年12月28日発売[25]、ISBN 978-4-04-108933-0
  8. 2020年7月3日発売[26]、ISBN 978-4-04-109635-2
  9. 2020年12月28日発売[27]、ISBN 978-4-04-109636-9
  10. 2021年8月3日発売[28]、ISBN 978-4-04-111456-8
  11. 2022年2月4日発売[29]、ISBN 978-4-04-111457-5
  12. 2022年11月4日発売[6][30]、ISBN 978-4-04-112859-6

## 前身
本作は『ヤングエース』連載前の2015年9月に、pixivにてプロット版が掲載されており、花と陽介の顔が今のものと多少違っている。その時は「花シリーズ」として、前述の律子、圭介バージョンあるも。

## テレビアニメ
2025年7月よりTOKYO MXほかにて放送中。

### スタッフ
- 原作 - 作楽ロク（KADOKAWA「ヤングエース」刊）[33]
- 監督・シリーズ構成 - 湊未來[33]
- 助監督 - 大内大和
- キャラクターデザイン - 大島美和[33]
- サブキャラクターデザイン - ビート[33]
- プロップデザイン - 田中萌[33]
- 色彩設計 - 五十嵐明[33]
- 美術監督 - 中原英統[33]
- 美術3Dオブジェクトデザイン - 榎本嘉輝[33]
- 撮影監督 - 新谷優子[33]
- 3D監督 - 小川リョウタロウ
- 2DCGデザイン - 柏原進
- 編集 - 近藤勇二[33]
- 音響監督 - 土屋雅紀[33]
- 音楽 - 林ゆうき、山城ショウゴ[33]
- 音楽制作 - グランディングラボ
- 音楽プロデュース - en:Stereo[33]
- プロデューサー - 青井宏之、吉尾宗太、小浜匠、金子逸人、日暮航輝、金子広孝
- アニメーションプロデューサー - 上野雄樹
- アニメーション制作 - SILVER LINK.[33]
- 製作 - ブスに花束を。製作委員会

### 主題歌
「BLOOM（feat. Ayumu Imazu）」
TWSによるオープニングテーマ。作詞はAyumu Imazu、作曲・編曲はAyumu ImazuとA.G.O。
「スーベニア」
GLASGOWによるエンディングテーマ。作詞は藤本栄太とやさしさ、作曲はアラタニとやさしさ、編曲はGLASGOW。

### 各話リスト
| 話数  | サブタイトル         | 脚本       | 絵コンテ   | 演出     | 作画監督 | 総作画監督 | 初放送日      |
| ----- | -------------------- | ---------- | ---------- | -------- | --- | ---------- | ------------- |
| 第1話 | 喪女とリア充         | 湊未來     | 湊未來     | 湊未來   | 歩宇 武志鵬 星野美波                                                                                         | 大島美和   | 2025年 7月4日 |
| 第2話 | モブ女子の身の振り方 | 星野七海   | 沖田宮奈   | 湊未來   | 服部憲知 本田創一 髙野菜央 櫻井拓郎 松浦里美 池津寿恵 松井京介 BEEP 寿門堂 澤入祐樹                          | 大島美和   | 7月11日       |
| 第3話 | 喪女と高嶺の花       | 横手美智子 | 二瓶勇一   | 湊未來   | 小牧容子 垣内彩子 前原薫 中島忠二 川口弘明 武志鵬 瀬戸良兼 前田綾 雪夜野ノノ 志能美クリエイティブ 西田美弥子 | 澤入祐樹   | 7月18日       |
| 第4話 | 喪女と今ドキ男子     | 星野七海   | 川口敬一郎 | 大内大和 | 歩宇 駄場功益 青木慎平 柴灯珈 清水椋大 矢田起也 上赤由香里                                                   | 大島美和   | 7月25日       |
| 第5話 | 女子ってわかんない   | 森江美咲   | 湊未來     | 湊未來   | 遠藤大輔 足立明日美 丸尾一                                                                                   | 澤入祐樹   | 8月1日        |
| 第6話 | 女子ってめんどくさい | 横手美智子 | 大内大和   | 大内大和 | 澤入祐樹 澤田博範 瀬戸良兼 武志鵬 本田創一 松浦里美 松井京介 服部憲知 BEEP Jumondou Wuxi                     | 大島美和   | 8月8日        |
| 第7話 | 進め！夏休み         | 星野七海   | Noumin6    | 細田雅弘 | 小牧容子 前原薫 川口弘明 北島弘樹 松浦里美 垣内彩子 飯塚葉子 佐藤桂 BEEP                                     | 澤入祐樹   | 8月15日       |

### 放送局
| 放送期間       | 放送時間                     | 放送局   | 対象地域   | 備考                                            |
| -------------- | ---------------------------- | -------- | ---------- | ----------------------------------------------- |
| 2025年7月4日 - | 金曜 22:30 - 23:00           | TOKYO MX | 東京都     | 製作参加                                        |
| 2025年7月5日 - | 土曜 2:53 - 3:23（金曜深夜） | 毎日放送 | 近畿広域圏 | 製作参加                                        |
|                | 土曜 22:30 - 23:00           | BS日テレ | 日本全域   | 製作参加 / BS/BS4K放送 / 『アニメにむちゅ〜』枠 |

| 配信開始日   | 配信時間                   | 配信サイト | 備考                   |
| ------------ | -------------------------- | --- | ---------------------- |
| 2025年7月4日 | 金曜 23:00 - 23:30         | ABEMA ニコニコ生放送 | 最新話期間限定無料配信 |
|              | 金曜 23:00 更新            | dアニメストア （本店・for Prime Video・ニコニコ支店） U-NEXT アニメ放題 DMM TV FOD Hulu Lemino Amazon Prime Video AnimeFesta バンダイチャンネル J:COM STREAM milplus 見放題パックプライム TELASA | 見放題配信             |
|              |                            | YouTube ニコニコチャンネル Rakuten TV | 都度課金配信           |
| 2025年7月5日 | 土曜 3:23（金曜深夜） 更新 | TVer MBS動画イズム | 最新話期間限定無料配信 |
| 2025年7月7日 | 月曜 12:00 更新            | HAPPY!動画 | 都度課金配信           |

### BD
| 巻 | 発売日             | 収録話         | 規格品番   |
| -- | ------------------ | -------------- | ---------- |
| 上 | 2025年10月29日予定 | 第1話 - 第6話  | VPXY-72142 |
| 下 | 2025年12月10日予定 | 第7話 - 第13話 | VPXY-72143 |